# Lilla Katrinelund

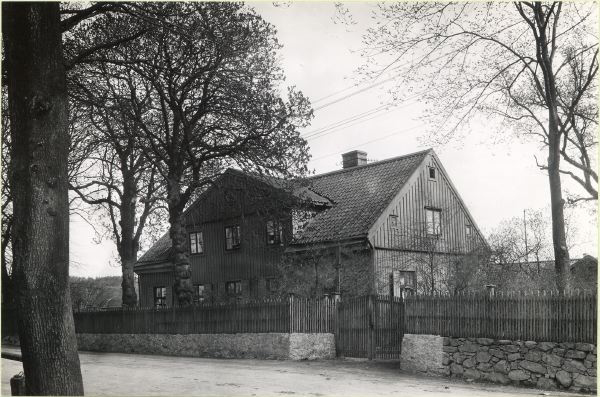
Lilla Katrinelund 1918.

Lilla Katrinelund, som var ett landeri, låg på västra sidan av Stora Katrinelunds ägor i Göteborg.
Huset revs i slutet av 1950-talet och utanför fanns en hållplats för buss nr 43 (Gårda–Hultmans holme).
Under 1920- och 30-talet fanns på området fram till Skånegatan en plantskola dit bland andra ägarna till kolonilotterna i Burgårdskolonierna gick för att köpa nya växter.
Lilla Katrinelund, även benämnt Normanska plantaget, avsöndrades år 1748 från landeriet Tegelbruket för tobaksodling.